# Aebutina binotata
Aebutina binotata is een spinnensoort in de taxonomische indeling van de kaardertjes (Dictynidae).
Het dier behoort tot het geslacht Aebutina. De wetenschappelijke naam van de soort werd voor het eerst geldig gepubliceerd in 1892 door Eugène Simon.